# Korporativism
Korporativism eller korporatism (av senlatinets corporativus, av latinets corporo 'göra till kropp', ytterst av corpus 'kropp') är en politisk, ekonomisk och social åskådning som betonar individens tillhörighet till socialt, ekonomiskt, yrkesmässigt, etniskt, nationellt eller på annat sätt definierade samhällsgrupper, vars gemensamma intressen ska ligga till grund för beslut i olika frågor. Samhället ses som en organisk kropp, en helhet som de olika samhällsgrupperna (korporationer) utgör integrerade delar av.
Inom samhällsvetenskapen liknar detta strukturfunktionalismen inom sociologin där normer, sedvanor och institutioner anses ha specifika funktioner som får samhället, den större helheten, att fungera på ett visst sätt.
Historiskt har korporativistiskt styre förespråkats av fascistiska rörelser, samt av en rad konservativa tänkare, genom deras ideologiska motstånd mot både individualism och egalitarism och istället betonas olikhet, symbios och samförstånd genom ömsesidigt beroende. Den har även, i mer uttalat ekonomisk bemärkelse, gemensamma uttryck med reformistisk socialism.  

## Historia

### Bakgrund
Korporativismen kan sägas ha sina djupaste rötter i medeltidens skrå- och gillesväsen och det strikt hierarkiska ståndssamhället där varje individ indelades i en eller annan samhällskategori. Efter franska revolutionen 1789 och införandet av individbaserade fri- och rättigheter rämnade det gamla systemet samman, särskilt Romersk-katolska kyrkan som åtnjutit en särskild position som egen samhällsgrupp förlorade sin exklusiva ställning i det nya revolutionära Frankrike. På 1800-talet förlorade korporativistiska idéer ständigt mark till nya tankar om individbaserade rättigheter och företräddes främst av reaktionära krafter som ville återställa det europeiska samhället till som det var innan franska revolutionen. Korporativistiska idéer fanns framför allt hos den tyska romantikens statsteoretiker (men inslag av korporativistiskt tänkande finns även i Hegels statslära). Utanför Europa finns likheter med konfucianska tankegångar om hierarkier grundade på kompetens, dygd och ömsesidigt beroende. Det kan även hävdas att kastväsendet är ett uttryck för korporativism, vilket ställer frågan hur metafysiska uttryck begreppet bör inta. 
Som den moderna korporativismens främste lärofader brukar nämnas den tyske konservative ekonomen och samhällstänkaren Adam Müller von Nitterdorf (1779–1829). Müller, som under en tid var rådgivare till den djupt konservativa furst Klemens von Metternich i Wien, var talesman för den så kallade organiska samhällsuppfattningen och vände sig främst mot den liberala jämlikhetstanken, laissez-faire-skolan och Adam Smiths frihandelsidéer. Müller betonade istället nationen och individernas roller i yrkeslivet; genom att sammanföra dessa i en form av gillen eller yrkesständer, med ansvar för bland annat produktion och sociala frågor under statens överinseende, skulle ett planmässigt ekonomiskt system kunna skapas som även sammanjämkade klassintressena - ståndsstaten skulle bli en "klasstat". Därmed förkastades under 1800-talets senare hälft även marxistisk klasskamp av korporativistiska tänkare då man istället framhävde samarbete mellan klasserna för att uppnå harmoni och stabilitet i samhället.

### Uppsving under tidigt 1900-tal
Korporativistiska idéer vann ånyo gehör kring sekelskiftet 1900, genom bland andra den franske syndikalisten Georges Sorel och den österrikiske antisocialistiske ekonomen Othmar Spann. I Sverige kom vid samma tid korporativistiska tankegångar att framföras av den så kallade unghögerns Rudolf Kjellén och Adrian Molin. Inom det rent ekonomiska området har, genom sammanförandet av arbetsgivare och arbetstagare branschvis, ibland nämnts beröringspunkterna med den vid tiden framträdande gillesocialismen, en idéströmning inom den engelska vänstern. Den avgörande skillnaden mellan denna och korporativismen var dock att gillesocialismen, liksom för övrigt syndikalismen, avfärdade den centrala statsmaktens betydelse, framför den lokala arbetarmakten (genomförd av fackföreningarna), samt att den i övrigt syftade till ett socialistiskt samhälle.
År 1931 utfärdade påve Pius XI encyklikan Quadragesimo anno, vari redogjordes för den katolska samhällslärans grundsatser. Till grund för dokumentet låg 1891 års encyklika, Rerum Novarum, som uppmanade till motstånd mot socialistisk samhällsomvälvning genom enighet i form av nationalism till försvar för moral och traditioner, med samarbete mellan de lägre och övre klasserna istället för klasskamp. I Quadragesimo anno togs bland annat skarpt avstånd från alla former av socialism - socialistiska värderingar ansågs vara oförenliga med den katolska världsuppfattningen. Samtidigt kritiserades kapitalismen, dock såg Katolska kyrkan den privata äganderätten som en av naturen given rätt och anslöt sig istället till idén om ett korporativt uppbyggt stats- och näringsliv där staten å ena sidan inte fick upphäva rätten till privat egendom men samtidigt hade rätt att omfördela resurser för det allmännas bästa. I katolska Portugal, Österrike och Spanien kom Katolska kyrkans hållning kort därpå att få direkt inverkan på den politiska utvecklingen, med den korporativa författningen i Portugal 1933, "Majförfattningen" i Österrike 1934, och omvälvningen av den italienska deputeradekammaren till en renodlad korporationskammare 1939. Även spanska cortes españolas, efter dess återupplivande av Francisco Franco 1942, valdes genom korporativa utnämningar, även om detta endast delvis var fallet och dessas reella inflytande var högst begränsat. I Portugal var överhuset, Camara Corporação, utnämnt av korporativa grupperingar, inklusive universitet, och innehöll de enda representanterna från kolonierna, fram till revolutionen 1974. 

### Korporativa statsskick grundas
Korporativismen fungerade som en typ av ekonomisk nationalism och passade därför väl in i den under mellankrigstiden framväxande extremnationalistiska fascismen. Som ideologi kom den till stor del att genomföras av Benito Mussolini i Italien från mitten av 1920-talet fram till fullbordandet 1939 då underhuset i det italienska parlamentet, Deputeradekammaren, ersattes med Korporationskammaren. Portugals premiärminister Antonio de Oliveira Salazar införde år 1933 en korporativ grundlag på katolsk grund och tog makten som envåldshärskare. Det nya styret, Estado Novo, framhöll traditionella värderingar, den katolska trosuppfattningen och motstånd mot egalitära och individbaserade ideal. 1934 införde Österrikes förbundskansler Engelbert Dollfuß ett enpartistyre som omformade den österrikiska republiken till en korporativistisk Ständestaat. I det nya Österrike förkastades både kapitalism och kommunism, de katolska värderingarna framlyftes och istället för fackföreningar och arbetsgivarorganisationer bildades korporationer som skulle representera både kapitalet och arbetarnas intressen. Katolska kyrkan hyllade de nya statsskicken. I Spanien tog Falangistpartiet makten efter spanska inbördeskriget 1939 och åberopade en katolsk-korporativ ordning under Francisco Francos ledning. Den österrikiska diktaturen krossades 1938 av Nazityskland, medan de portugisiska och spanska bestod till 1974 respektive 1977 (även om det spanska fallet kom att se en fullständig urholkning av alla korporativa värden).
I Italien kom korporationerna i huvudsak att representera samhällseliten och i mer eller mindre mån arbetsgivarnas intressen. Engelbert Dollfuß styre i Österrike införde en konstitution (Majförfattningen) med två formellt beslutsfattande och fyra rådgivande kammare på korporativ grund. Salazars konstitution gav Portugal ett tvåkammarparlament där den rådgivande Korporativa kammaren hade funktionen att representera olika samhällsgrenar. I Sydamerika kom Juan Peróns styre i Argentina (1946–1955) och Getúlio Vargas styre i Brasilien (1930–1945) att sammankopplas med mer eller mindre framträdande element av auktoritär korporativism.

## Korporativismen som politiskt system
Historiskt störst inflytande utövade korporativa tankar i det italienska Nationella fascistpartiet under Benito Mussolini, bland annat med inspiration från nationalsyndikalismen. Genom att kombinera integralism, idén om den organiska och hierarkiska nationen, med syndikalismen så förespråkades att existerande politiska organ skulle ersättas av korporationer som skulle utgöra de nya pelarna i statsmakten. Från 1939 till den fascistiska regeringens fall 1943 utsågs ledamöterna i det italienska underhuset av officiella korporationer, sammanslutningar mellan arbetsgivare och arbetare efter yrkesgren. Liknande system var i bruk i Portugals överhus (Korporativa kammaren) 1933–1974 samt i Österrike under Majförfattningen (genom ett maktlöst fyrkammarparlament) 1934–1938.

### Samhällsfilosofi
I ett politiskt korporativt system är individens politiska fri- och rättigheter starkt beskurna; den parlamentariska demokratin, manifesterad genom principen "en man-en röst" är icke-existerande; individens underordning under "gemenskapen" och statsintresset, nationen, framhävs. Istället består den lagstiftande/rådgivande församlingen (beroende på utformning) av representanter för olika grupper i samhället, som till exempel näringsliv, arbetarorganisationer, sammanslutningar, församlingar och liknande. (I det fascistiska Italien bestod den ena av parlamentets två kamrar av representanter för korporationerna, medan den andra samlade det allenarådande fascistpartiets företrädare.) Ledamöterna kan vara valda av sina organisationers medlemmar, eller utsedda av deras ledningar. Den korporativa riksdagen handhar endast frågor knutna till ledamöternas respektive yrkesverksamheter. Avgörandena kan antingen vara beslutande, eller rådgivande. I det senare fallet är det statsledningen som fattar besluten, efter att ha vidhört den korporativa riksdagens åsikter. Systemet präglas således av en påtaglig elitism.
En av tankarna med korporativismen är att i folkrepresentationen få tillgång till medborgarnas specialkunskaper inom de samhällsområden de besitter. I ett korporativt samhälle utgörs därför inte styrelseskicket av olika partier; för att ett korporativt styrelseskick ska kunna ge någon form av representativitet måste de flesta således tillhöra någon av de organisationer som ingår i fackriksdagen, för att kunna föra fram sina åsikter.

### Korporativistiska tendenser i demokratiska system
Tendenser till modifierade former av korporativism har även uppträtt i många moderna demokratiska system. Efter andra världskriget har länder som Sverige och Österrike, under långvariga socialdemokratiska och kristdemokratiska maktinnehav, utvecklat korporativistiska drag med samförstånd mellan regering, fack och näringsliv (jämför saltsjöbadsandan).
I Sverige kommer detta också till uttryck genom myndigheters och organisationers inflytande i den centrala politiska beslutsprocessen, via det statliga remissinstitutet, reglerad i regeringsformen.